# Théâtre Saint-Georges
Pour l'ancienne salle londonienne, voir Théâtre Saint-George.
Le théâtre Saint-Georges est un théâtre parisien privé comportant 498 places, situé 51 rue Saint-Georges, dans le 9e arrondissement de Paris.

## Historique
Le théâtre a été construit à l'emplacement du magasin Au Gagne-Petit, lui-même remplacé en 1857 par un hôtel particulier, par Camille Choisy, ancien directeur du Grand-Guignol, et l'architecte Charles Siclis. Il a été inauguré le 8 février 1929 par les directeurs Camille Choisy et Jacques Albert avec Une nuit d'Edgar Poe d'André de Lorde.
"Je fus engagé pour créer le premier spectacle du Théâtre Saint-Georges que l'on achevait de construire. Ce théâtre présentait une particularité, un escalier accaparait les trois quarts de la place disponible, l'autre quart était réservé à la salle. Quant à la scène, on s'aperçut au dernier moment qu'il était préférable qu'il en existât une. Cet oubli fut cause de retards et je fus payé pendant quelques mois à ne rien faire". (Robert Vattier, Les Souvenirs de Monsieur Brun, Robert Lafont 1961)
En 1929, Benoît-Léon Deutsch succède à Camille Choisy et programme avec succès des comédies de boulevard.
Sous l'Occupation, il rouvre en 1941, sous la direction de Charles Favre (1941-1942), puis de Jean-Michel Renaitour en 1942, qui le quitte l'année suivante pour le théâtre Édouard-VII. En 1943, Mary Morgan et Marie-Rose Belin prennent la direction conjointe du théâtre, jusqu'en 1947, date à laquelle Mary Morgan devient l'unique directrice. Elle travaille régulièrement avec les comédiens Jacques Dumesnil, Fernand Gravey, André Luguet, Michel Vitold, Michel Bouquet, Berthe Bovy, Madeleine Robinson ou encore Dany Robin.
En 1957, Patate de Marcel Achard est un triomphe. Croque-Monsieur de Marcel Mithois, avec Jacqueline Maillan, et Tchao ! de Marc-Gilbert Sauvajon, avec Pierre Brasseur, connaissent également un grand succès.
En 1978, Mary Morgan se retire et la direction est assurée quelque temps par le couple Sandor, puis par Félix Ascot.
C'est dans ce théâtre que François Truffaut tourne en 1980 son film Le Dernier Métro.
En 1984, France Delahalle et Marie-France Mignal prennent la direction de la salle. À la suite du décès de France Delahalle en 2004, Marie-France Mignal reste seule aux commandes.
En 2010, 50 théâtres privés de Paris réunis au sein de l’Association pour le soutien du théâtre privé (ASTP) et du Syndicat national des directeurs et tourneurs du théâtre privé (SNDTP), dont fait partie le théâtre Saint-Georges, décident de se renforcer grâce à une nouvelle enseigne, symbole du modèle historique du théâtre privé : les « Théâtres parisiens associés ».